# Couffoulens
Couffoulens é uma comuna francesa na região administrativa de Occitânia, no departamento de Aude. Estende-se por uma área de 9,47 km². Em 2010 a comuna tinha 613 habitantes (densidade: 64,7 hab./km²).